# Rafael Marcelo Delgado
Rafael Marcelo Delgado (Reconquista, Santa Fe, Argentina, 13 de enero de 1990) es un futbolista argentino. Juega de lateral izquierdo en Defensa y Justicia de la Liga Profesional Argentina.

## Trayectoria
Surgió de la cantera del Club Social Platense Porvenir de Reconquista.
Debutó en el primer equipo de Rosario Central el 4 de abril de 2011 en la vigesimoséptima fecha de la Primera B Nacional 2010/11 ante Ferro Carril Oeste. Omar Palma lo puso como titular en su primer encuentro como técnico del conjunto canalla y Rafael marcó el primer gol en la victoria de su equipo por 3 a 0. A partir de ese partido formó parte de todos los encuentros hasta finalizar la temporada, marcando otro gol a Gimnasia y Esgrima de Jujuy en la fecha 36.
Con la llegada de Juan Antonio Pizzi como entrenador a su equipo, Delgado alternó partidos como titular y suplente con Germán Rivarola durante la primera parte de la Primera B Nacional 2011/12. Durante la segunda parte del torneo pasó la mayor parte de los encuentros sin estar convocado al banco de suplentes luego de ser expulsado en la fecha 18 ante Chacarita y en la fecha 20 ante Defensa y Justicia.
Durante la temporada 2012/13 fue titular en el primer partido del torneo ante Sarmiento de Junín pero en la fecha siguiente fue reemplazado por Javier Yacuzzi (quien llegaba como refuerzo al equipo rosarino). Sin embargo, dado a los malos desempeños de Yacuzzi, Delgado volvió a la titularidad en la fecha 13 ante Ferro Carril Oeste y desde ese partido no volvió a dejar la titularidad por resto del torneo. Logró el ascenso a primera división en la fecha 34 enfrentando a Gimnasia de Jujuy y su equipo logró ganar el campeonato en la última fecha ante Deportivo Merlo.

## Estadísticas
| Club                              | Div           | Temporada     | Liga     | Liga  | Liga   | Copas nacionales | Copas nacionales | Copas nacionales | Torneos internacionales | Torneos internacionales | Torneos internacionales | Total    | Total | Total  |
| Club                              | Div           | Temporada     | Partidos | Goles | Asist. | Partidos         | Goles            | Asist.           | Partidos                | Goles                   | Asist.                  | Partidos | Goles | Asist. |
| --------------------------------- | ------------- | ------------- | -------- | ----- | ------ | ---------------- | ---------------- | ---------------- | ----------------------- | ----------------------- | ----------------------- | -------- | ----- | ------ |
| Rosario Central Argentina         |               |               |          |       |        |                  |                  |                  |                         |                         |                         |          |       |        |
| 2ª                                |               |               |          |       |        |                  |                  |                  |                         |                         |                         |          |       |        |
| 2010-11                           | 11            | 2             | 0        | -     | -      | -                | -                | -                | -                       | 11                      | 2                       | 0        |       |        |
| 2011-12                           | 13            | 0             | 0        | -     | -      | -                | -                | -                | -                       | 13                      | 0                       | 0        |       |        |
| 2012-13                           | 28            | 0             | 7        | 1     | 0      | 0                | -                | -                | -                       | 29                      | 0                       | 7        |       |        |
| 1ª                                | 2013-14       | 30            | 0        | 3     | -      | -                | -                | -                | -                       | -                       | 30                      | 0        | 3     |        |
| 1ª                                | 2014          | 14            | 2        | 1     | 5      | 0                | 1                | 2                | 0                       | 0                       | 21                      | 2        | 1     |        |
| Total club                        | Total club    | 96            | 4        | 11    | 6      | 0                | 1                | 2                | 0                       | 0                       | 104                     | 4        | 11    |        |
| Estudiantes de La Plata Argentina | 1ª            | 2015          | 4        | 0     | 0      | -                | -                | -                | -                       | -                       | -                       | 4        | 0     | 0      |
| Estudiantes de La Plata Argentina | Total club    | Total club    | 4        | 0     | 0      | -                | -                | -                | -                       | -                       | -                       | 4        | 0     | 0      |
| Defensa y Justicia Argentina      | 1ª            | 2015          | 14       | 0     | 1      | 2                | 0                | 0                | -                       | -                       | -                       | 16       | 0     | 1      |
| Defensa y Justicia Argentina      | 1ª            | 2016          | 15       | 1     | 0      | 2                | 0                | 0                | -                       | -                       | -                       | 17       | 1     | 0      |
| Defensa y Justicia Argentina      | 1ª            | 2016-17       | 24       | 0     | 2      | 2                | 0                | 0                | 4                       | 0                       | 0                       | 30       | 0     | 2      |
| Defensa y Justicia Argentina      | 1ª            | 2017-18       | 13       | 0     | 0      | 1                | 0                | 0                | 2                       | 0                       | 0                       | 13       | 0     | 0      |
| Defensa y Justicia Argentina      | Total club    | Total club    | 66       | 1     | 3      | 7                | 0                | 0                | 6                       | 0                       | 0                       | 79       | 1     | 3      |
| Atlético Nacional · Colombia      | 1ª            | 2018          | 11       | 0     | 1      | -                | -                | -                | 4                       | 0                       | 0                       | 15       | 0     | 1      |
| Atlético Nacional · Colombia      | Total club    | Total club    | 11       | 0     | 1      | -                | -                | -                | 4                       | 0                       | 0                       | 15       | 0     | 1      |
| Defensa y Justicia Argentina      | 1ª            | 2018-19       | 22       | 0     | 0      | 5                | 0                | 1                | 2                       | 0                       | 0                       | 29       | 0     | 1      |
| Defensa y Justicia Argentina      | 1ª            | 2019-20       | 16       | 3     | 2      | -                | -                | -                | 3                       | 0                       | 1                       | 19       | 3     | 3      |
| Defensa y Justicia Argentina      | Total club    | Total club    | 38       | 3     | 2      | 5                | 0                | 1                | 5                       | 0                       | 1                       | 48       | 3     | 4      |
| Colón Argentina                   | 1ª            | 2019-20       | 7        | 0     | 0      | 2                | 1                | 0                | -                       | -                       | -                       | 9        | 1     | 0      |
| Colón Argentina                   | 1ª            | 2020          | -        | -     | -      | 9                | 0                | 0                | -                       | -                       | -                       | 9        | 0     | 0      |
| Colón Argentina                   | 1ª            | 2021          | 17       | 0     | 1      | 15               | 2                | 0                | -                       | -                       | -                       | 32       | 2     | 1      |
| Colón Argentina                   | 1ª            | 2022          | 17       | 0     | 0      | 11               | 0                | 2                | 7                       | 0                       | 0                       | 35       | 0     | 2      |
| Colón Argentina                   | 1ª            | 2023          | 18       | 0     | 3      | 3                | 0                | 0                | -                       | -                       | -                       | 21       | 0     | 3      |
| Colón Argentina                   | Total club    | Total club    | 59       | 0     | 4      | 40               | 3                | 2                | 7                       | 0                       | 0                       | 106      | 3     | 6      |
| Total carrera                     | Total carrera | Total carrera | 274      | 8     | 21     | 58               | 3                | 4                | 24                      | 0                       | 1                       | 356      | 11    | 26     |

## Palmarés

### Campeonatos nacionales
| Título             | Club            | País      | Año     |
| ------------------ | --------------- | --------- | ------- |
| Primera B Nacional | Rosario Central | Argentina | 2012/13 |
| Copa de la Liga    | Colón           | Argentina | 2021    |

### Títulos internacionales
| Título            | Club               | Sede    | Año  |
| ----------------- | ------------------ | ------- | ---- |
| Copa Sudamericana | Defensa y Justicia | Córdoba | 2020 |

### Distinciones individuales
| Distinción                                     | Año  |
| ---------------------------------------------- | ---- |
| Parte del Equipo Ideal de la Copa Sudamericana | 2020 |